# میکی توماس
میکی توماس (انگلیسی: Mickey Thomas؛ زادهٔ ۷ ژوئیهٔ ۱۹۵۴) یک بازیکن فوتبال اهل بریتانیا است.
از باشگاه‌هایی که در آن بازی کرده‌است می‌توان به باشگاه فوتبال شروزبری تاون، باشگاه فوتبال دربی کانتی، باشگاه فوتبال لیدز یونایتد، باشگاه فوتبال رکسهام، باشگاه فوتبال منچستر یونایتد، باشگاه فوتبال چلسی، باشگاه فوتبال برایتون و هاو آلبیون، باشگاه فوتبال وست برومویچ آلبیون، باشگاه فوتبال اورتون، و باشگاه فوتبال استوک سیتی اشاره کرد.